# Stärkepflanze

Ausschnitt aus einem Amylopektinpolymer

Ausschnitt aus einem Amylosepolymer

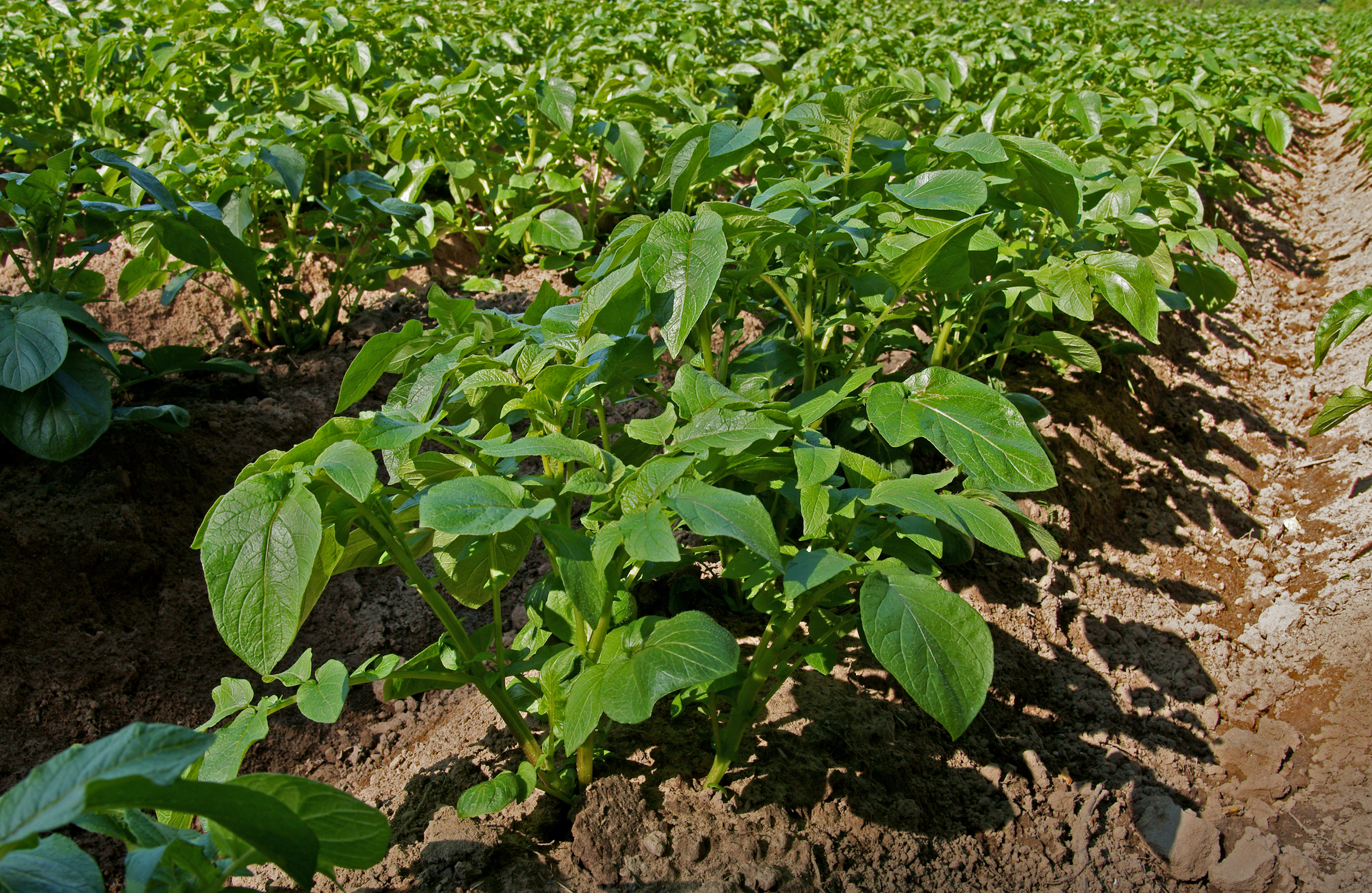
Kartoffelfeld

Als Stärkepflanzen werden Nutzpflanzen bezeichnet, die Organe mit einem hohen Gehalt an Stärke besitzen. Wirtschaftlich bedeutend sind z. B. die Knollen von Kartoffeln, die Körner von Getreide (Weizen, Mais) und die Früchte oder Speichergewebe vieler anderer Arten.
Stärke stellt oft einen wichtigen Bestandteil der menschlichen und tierischen Ernährung dar. Zudem ist sie ein nachwachsender Rohstoff (Nawaro), der sowohl stofflich als auch energetisch genutzt werden kann (Stärke als nachwachsender Rohstoff). Ein Teil der Stärke wird in aufgereinigter Form gewonnen und vor allem in der Nahrungsmittelindustrie und für die stoffliche Nutzung verwendet.
Stärke ist ein Polysaccharid (Vielfachzucker) aus dem Monosaccharid (Einfachzucker) Glucose (Traubenzucker). Stärke besteht – je nach Art – zu unterschiedlichen Anteilen aus dem verzweigten Amylopektin und der linearen (unverzweigten) Amylose.

## Stärkeliefernde Pflanzen

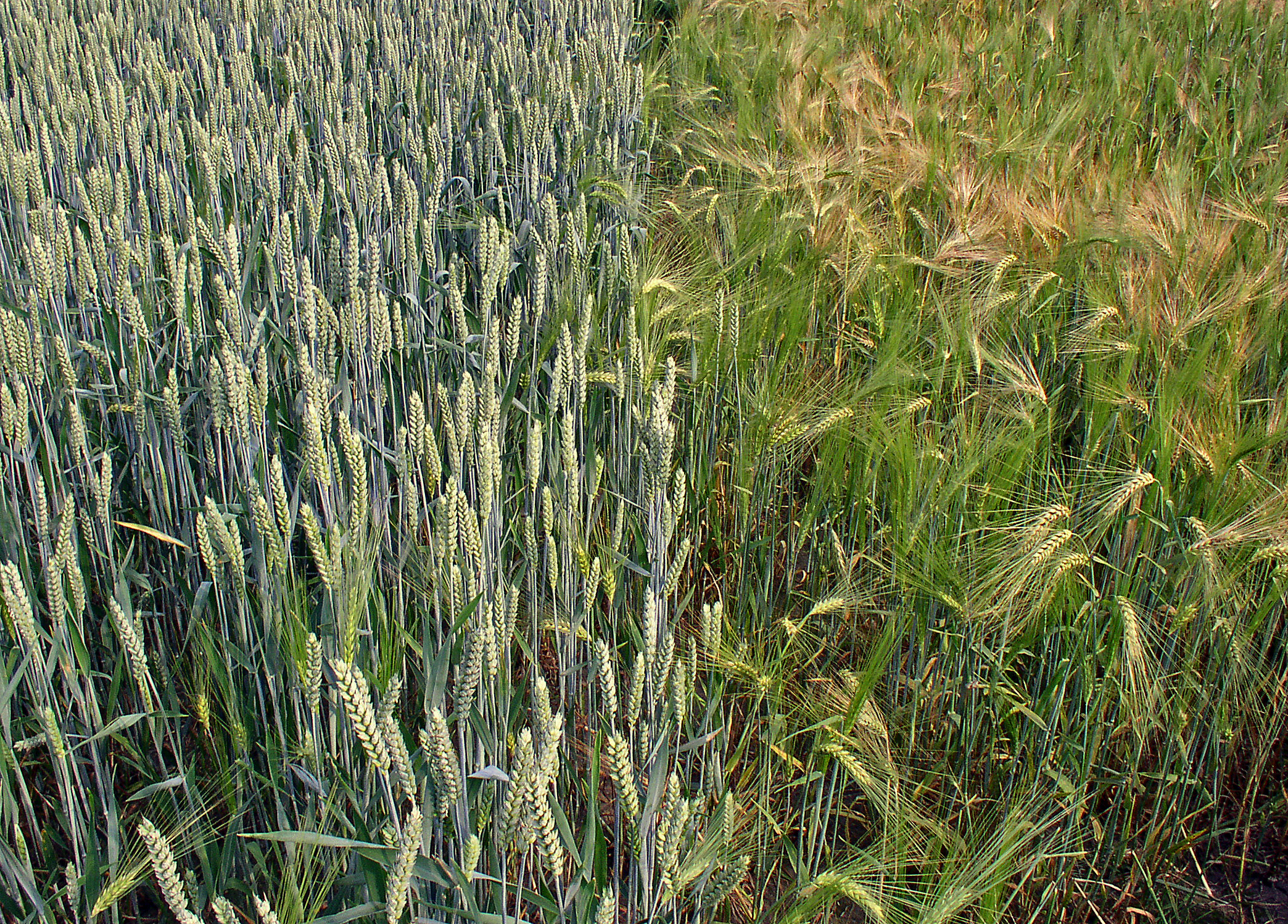
Weizen- und Gerstebestand

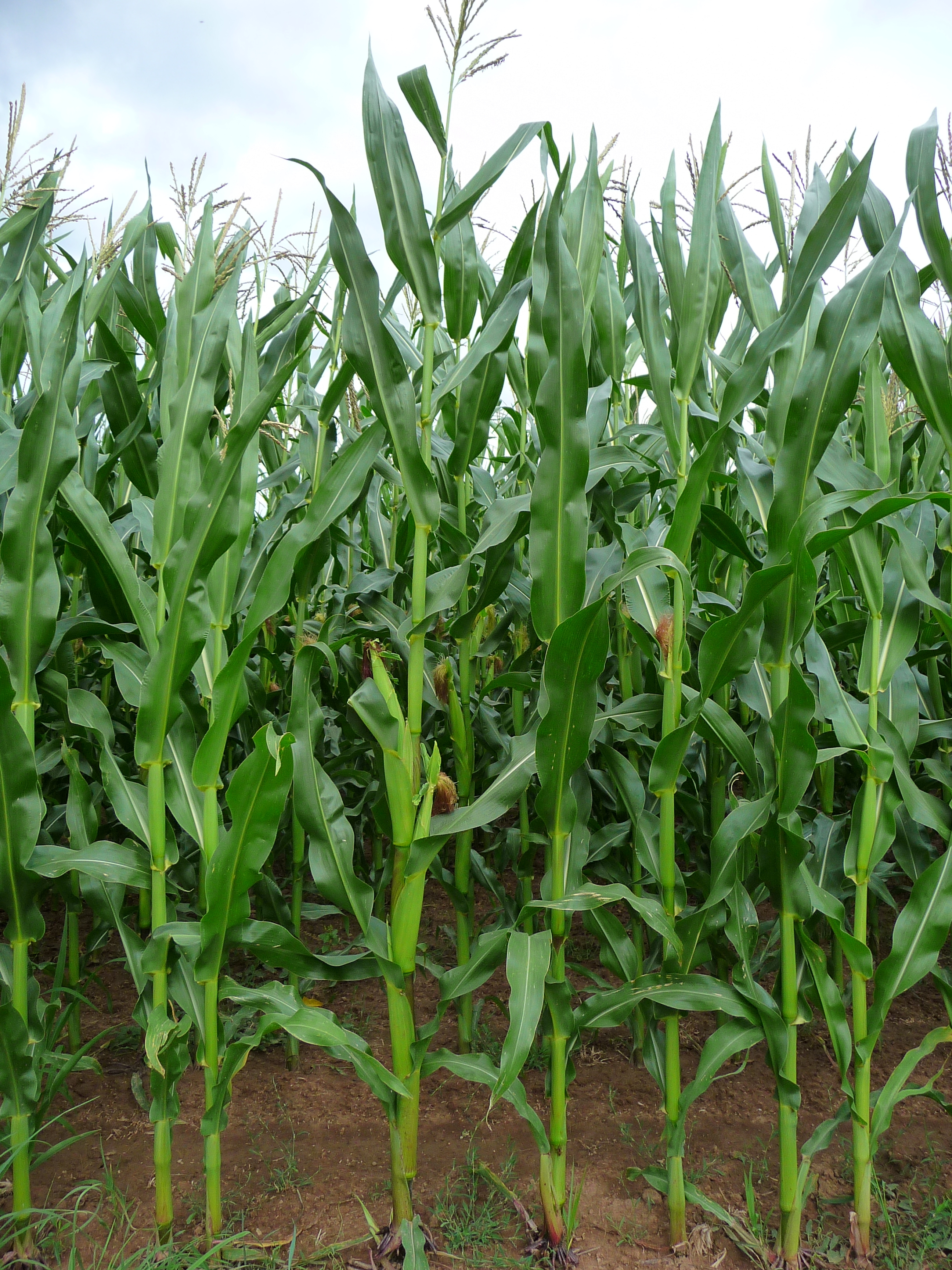
Maisfeld

Unterschiedliche Pflanzenarten speichern die Stärke in unterschiedlichen Pflanzenteilen. Wichtige Stärkepflanzen sind im Folgenden nach Speicherorgan sortiert aufgeführt.

### Rüben, Knollen, Wurzeln, Rhizome
- Kartoffel, Maniok, Knollenbohne, Batate, Yamswurzel, Knollen-Platterbse, Arakacha, Knolliger Sauerklee, Knollige Kapuzinerkresse, Ulluco, Ostindische Pfeilwurz, Pfeilwurz, Achira, Taro, Tannia, Weiße Seerose, Gelbe Teichrose, Chayote

### Oberirdische Sprossachsen
- Sagopalme

### Samen
- Getreidepflanzen
  - Weizen (Dinkel, Emmer, Einkorn, Kamut), Gerste, Roggen, Hafer, Reis, Mais, Hirse, (Zwerghirse, Fingerhirse, Rispenhirse, Kutkihirse, Weizenhirse, Foniohirse, Perlhirse, Kolbenhirse, Mohrenhirse)
- Pseudozerealien (Pseudogetreide)
  - Buchweizen, Amarant, Quinoa, Stachelseerose
- Hülsenfrüchte
  - Erbsen, Bohnen, Linsen, Kichererbsen, Lupinen, Sojabohnen.

### Samen im Fruchtfleisch
- Jackfruchtbaum, Okwabaum, Brotnussbaum

## Funktion der Stärke in der Pflanze

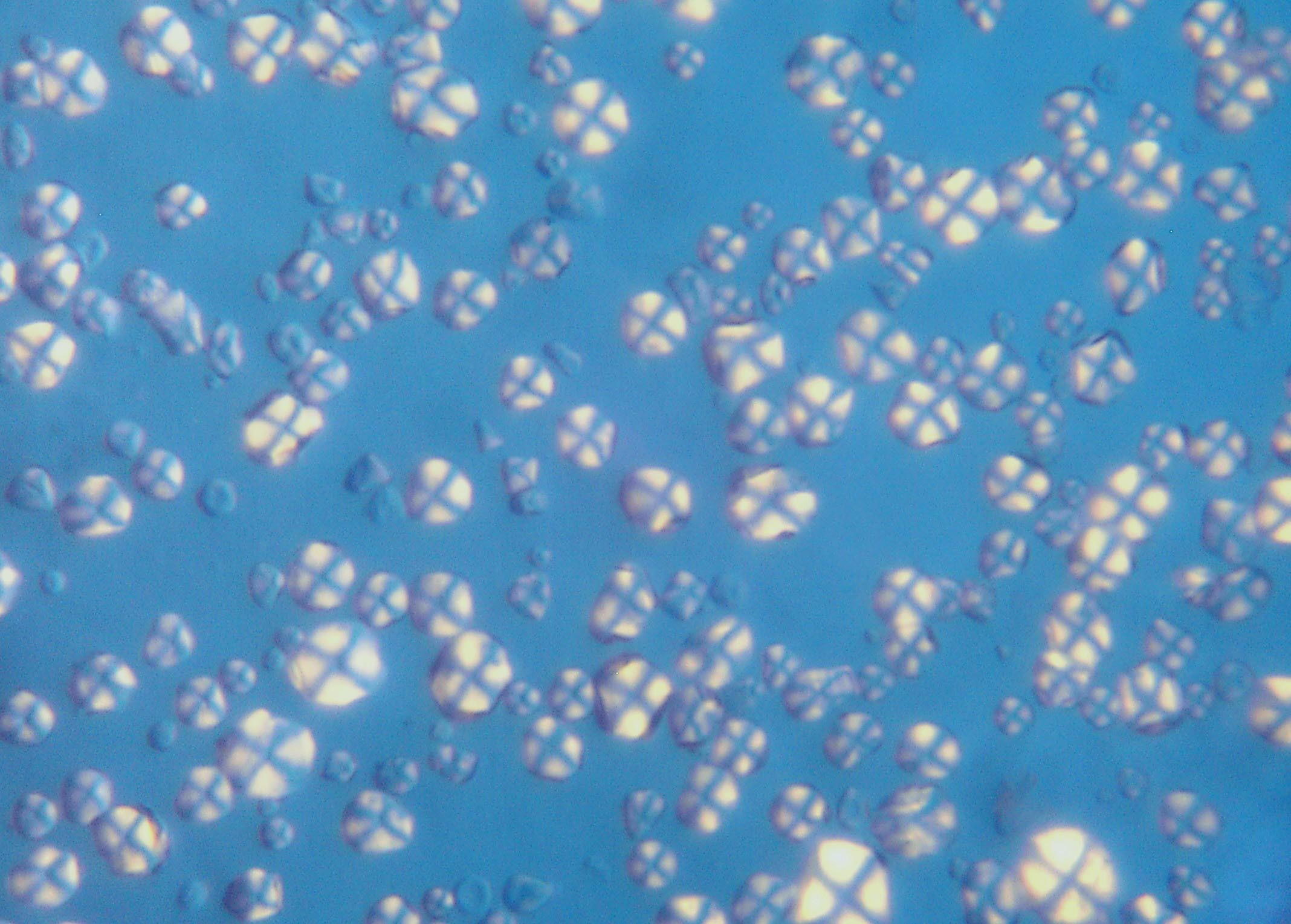
Isolierte Stärkekörner bei 800-facher Vergrößerung

Das Glucosepolymer Stärke dient Landpflanzen und Grünalgen als Energiespeicher. Anders als Glucose ist Stärke unlöslich und somit osmotisch unwirksam. So ist eine kompaktere Speicherung möglich.
Die Stärke tritt in den verschiedenartigsten Geweben aller grünen Pflanzen auf.
Bei Rotalgen dagegen kommt eine im Verzweigungsgrad variierende Form von Stärke (Florideophyceen-Stärke) vor. Die meisten anderen Organismen verwenden andere Reservestoffe (Diatomeen, Goldalgen und Braunalgen: Chrysolaminarin (Glucose-Polymer); Euglena: Paramylon (Glucose-Polymer); Cryptophyceae: Öle im Cytoplasma, Stärke im periplastidären Raum).
In den Epidermiszellen einiger höherer Pflanzen findet sich lösliche Stärke, die mit Iod (Iodprobe) nachgewiesen werden kann. Meist tritt Stärke aber in Körnerform auf, vor allem in Geweben zur Reservestoffspeicherung (Samen, Knollen, Zwiebeln und Rhizome sowie die Holzstrahlen und das Holzparenchym im Holzkörper der Bäume). Diese Reservestärke ist großkörniger als Stärke in assimilierenden Geweben.
Die Stärkekörnchen bilden sich innerhalb der Pflanzenzellen in Chloroplasten oder in anderen Plastiden, wie z. B. den farblosen Leukoplasten. Letztere finden sich vor allem in chlorophyllfreien Speichergeweben, in denen Assimilationsprodukte in Reservestärke umgewandelt werden (z. B. in Kartoffelknollen) und werden auch als Amyloplasten bezeichnet.
Bei vielen chlorophyllhaltigen Algen, z. B. bei Spirogyra, treten die Stärkekörner an besonderen Bildungsherden im Umkreis von Pyrenoiden auf. Das Wachstum der anfangs winzigen Stärkekörner erfolgt entweder durch Einlagerung neuer Stärkemoleküle zwischen die schon vorhandenen, oder (bei zusammengesetzten Stärkekörner) durch nachträgliche Verschmelzung und Umlagerung mit neuen Schichten.

## Stärkegewinnung
| Rohstoffpflanze | Stärkegehalt (in % der genutzten Pflanzenteile) |
| --------------- | ----------------------------------------------- |
| Erbse           | 40                                              |
| Gerste          | 75                                              |
| Kartoffel       | 82                                              |
| Mais            | 71                                              |
| Maniok          | 77                                              |
| Reis            | 89                                              |
| Roggen          | 72                                              |
| Sorghum         | 74                                              |
| Süßkartoffel    | 72                                              |
| Triticale       | 74                                              |
| Weizen          | 74                                              |

Die weltweit wichtigsten Stärkepflanzen sind Kartoffel, Mais und Weizen. In einigen Ländern spielen Maniok (Tapioka, auch Cassava), Reis und Süßkartoffel eine größere Rolle. Diese Pflanzen stellen den Hauptteil der Weltproduktion an isolierter Stärke von etwa 45 Millionen Tonnen. Hinzu kommen weitere Getreidearten (Gerste, Roggen, Triticale), Erbsen, Sagopalmen (Sago) und Yamswurzeln, die vor allem als Stärkelieferanten für Nahrungs- und Futtermittelzwecke dienen.
In Deutschland wurden im Jahr 2008 rund 1,53 Mio. t (Europa: 9,4 Mio. t) Stärke produziert, wobei der größte Anteil aus Kartoffeln (42 %) stammt, gefolgt von Weizen (33 %) und Mais (25 %) (Europa: 16 %/ 37 %/ 47 %). Die verarbeitete Menge betrug in Deutschland 1,82 Mio. t (Europa: 8,8 Mio. t), von denen 56 % für die Nahrungsmittelherstellung, 34 % in der Papierproduktion und 10 % für chemische, Fermentations- und die technische Industrie verwendet wurden (Europa: 60 %/ 25 %/ 15 %).
Die Anteile von Amylopektin und Amylose an der Stärke variieren je nach Art und Sorte der Stärkepflanze. Da für die industrielle Verwertung vor allem Amylopektin benötigt wird, werden Stärkepflanzen mit möglichst hohem Amylopektingehalt bevorzugt. Einige Gerstensorten, deren Stärke zu 95 % aus Amylopektin besteht, beruhen auf konventionellen Züchtungsmethoden. In der EU befindet sich seit 1996 die gentechnisch veränderte Stärke-Kartoffelsorte Amflora im Zulassungsverfahren, deren Stärke fast ausschließlich aus Amylopektinen besteht.
Die Stärke wird durch Auswaschen der Stärkekörner gewonnen. Diese Körner enthalten auch andere Bestandteile der Plastiden, in denen sie gebildet wurden, so dass keine hochreine Stärke vorliegt.
Die verschiedenen Arten und Sorten unterscheiden sich nicht nur in ihrem Stärkegehalt, sondern auch in der Zusammensetzung der Stärke sowie dem Gehalt an anderen Inhaltsstoffen wie Proteinen, Lipiden und Mineralstoffen, sowie im Feuchtegehalt der unbehandelten Stärke. Diese Inhaltsstoffe machen im Regelfall etwa ein Prozent aus, die Feuchte liegt zwischen 10 und 20 % der Stärkemasse. Geforderte Feuchtegehalte und Inhaltsstoffe werden in nationalen und internationalen Standards festgeschrieben.
(zur Nutzung der aufgereinigten Stärke siehe Artikel Stärke)